# 阿利達 (明尼蘇達州)
阿利達（英語：Alida）是位於美國明尼蘇達州清水縣的一個非建制地區。

## 歷史
阿利達的郵局於1898年成立，其後於1945年停運。此地由明尼蘇達州第十四任州長約翰·林德（John Lind）命名，可能是取自印第安納州或堪薩斯州的同名地名。

## 地理
阿利達所處的海拔為高於海平面464米（即1522英呎），而該地所採用的時區為UTC-6，即北美中部時區（CST）。同時該地設有夏令時間，為UTC-6調快一小時，即UTC-5（CDT）。